# ابدیت (فیلم ۲۰۱۶)
ابدیت (به انگلیسی: Eternity) فیلمی محصول سال ۲۰۱۶ و به کارگردانی تران آن هونگ است. در این فیلم بازیگرانی همچون اودره توتو، برنیس بژو، ملانی لوران، ژرمی رنیر، پیر دولادونشا، تران نیو ین خه، ایرن ژاکوب و فیلیپان لروآ-بولیو ایفای نقش کرده‌اند.